# Walter Murphy
Walter Anthony Murphy, Jr. (New York, 19 dicembre 1952), è un compositore, arrangiatore, cantautore, pianista e produttore discografico statunitense.
È maggiormente noto al pubblico per il singolo A Fifth of Beethoven contenuto nella colonna sonora del film La febbre del sabato sera e per aver scritto le musiche per numerosi film e serie televisive, tra cui Oltre la legge - L'informatore, Il commissario Scali, Profit e Buffy l'ammazzavampiri. È anche molto conosciuto per il suo sodalizio con Seth MacFarlane, con il quale ha scritto i temi musicali delle serie animate I Griffin, American Dad! e The Cleveland Show e dei film Ted e Ted 2.

## Biografia
Walter Murphy è nato a New York. All'età di 4 anni cominciò a prendere lezioni di musica da Rosa Rio, concentrandosi su vari strumenti, tra cui l'organo e il pianoforte. All'età di 18 anni, Murphy si iscrive alla Manhattan School of Music contro la volontà di suo padre, che voleva farlo diventare un medico o un avvocato, stando alla sua dichiarazione, e lì inizia a studiare jazz e pianoforte classico. Nel 1972 si sposa con Laurie Robertson.